# Závorky
Závorky jsou interpunkční znaménka používaná v textu nejčastěji pro vyznačení vsuvek nebo vět vložených komentujících hlavní větu. Používají se zpravidla ve dvojicích levá–pravá, anebo jednostranně jako svorky nebo v označení číslovaných seznamů, např. 1), 2), 3).
Existuje 5 druhů (tvarů) závorek, které se liší užitím a významem, zejména v oblastech jejich nejstrukturovanějšího užití, např. v matematice a programovacích jazycích, zatímco v běžném textu více záleží na rozhodnutí pisatele a často je lze nahradit jinými interpunkčními znaménky.

## Užití závorek v běžném textu
- vyznačení vsuvek a vět vložených, lze je nahradit čárkami nebo pomlčkami,
- vyznačení části věty, která není součástí vlastního textu – v závorce bývá např. za citátem uveden jeho autor, výraz (potlesk) jako reakce na projev apod.,
- varianty výrazu – Kateřina Emmons (dříve Kůrková), zejména cizojazyčné – sova pálená (Tyto alba),
- pokud se v závorkách vyskytuje další závorkový výraz, je možné je odlišit jiným typem, pak nejčastěji vkládáme do kulatých závorek hranaté a do hranatých závorky složené ([{ }]). V mnoha případech je ale výhodnější a přehlednější nahradit vnořené závorky čárkami či pomlčkami.
- zevnitř se závorky přirážejí bez mezer přímo k obsahu. S celým výrazem v závorce se z hlediska interpunkce zachází obdobně jako se slovem, tj. od sousedních slov nebo interpunkčních znamének se odděluje nebo neodděluje mezerou podle zásad, jako kdyby šlo o slovní výraz bez závorky.

## Druhy (tvary) závorek
- kulaté ( ) – nejběžnější, používané v psaném textu; v matematice k seskupování výrazů; atd.
- hranaté [ ] – často se používají ve slovnících, vkládá se do nich výslovnost výrazu; mají své opodstatnění v bibliografické citaci, vkládá se do nich informace doplněná autorem bibliografie, tedy nezískaná přímo ze zdroje; dále se používají v programovacích jazycích, například pro index či velikost pole.
- složené { } – používány v matematickém zápisu např. pro vymezení množiny; v programování pro vymezení bloku kódu ve zdrojovém kódu, nutné pro syntaktickou analýzu. Na počítači jdou napsat pomocí kláves:

Alt+1+2+3 = {
Alt+1+2+5 = }
- lomené ⟨ ⟩ – v typografii textu neobvyklé; v matematice hranice uzavřeného intervalu (včetně krajních bodů). (nematematická varianta těchto závorek: 〈 〉)
- špičaté < > Pro značky ve značkovacím jazyce XML se zavedly znaky matematických relací „větší než“ a „menší než“ jako náhrada lomených závorek nedostupných na počítačových klávesnicích.
- svislé | | – používány v matematice pro značení absolutní hodnoty či velikosti (mohutnosti) objektu.
- dvojité svislé ‖ ‖ – pro označení normy (velikosti)
- dvojité lomené ⟪ ⟫
- ... a další, např. horní a dolní celá část

V počítačovém zpracování (obecně dat, nejen u zdrojových kódu) se používají pro určení vnoření, tj. hierarchické struktury, i obecnější konvence. Nejjednodušší jsou zdvojené nebo ztrojené závorky, i zde na [[Wikipedie|Wikipedii]]. Jako závorky slouží libovolné (konvencí, normou, syntaxí) spárované symboly, např. begin a end v Pascalu/Delphi, v html a xml tagy <html> a </html> a v LaTeXu \begin{document} a \end{document}.
Zobecnění závorek jsou distfixní operátory.